# Sebastián Bueno
Sebastián Andrés Bueno (Junín, 24 ottobre 1981) è un ex calciatore argentino, di ruolo attaccante.
Possiede il passaporto italiano.

## Carriera
Cresciuto nel Club Atlético Sarmiento, squadra della sua città natale, si mette in luce nella terza divisione argentina nella stagione 2000-2001 ottenendo il trasferimento al Banfield nel massimo campionato argentino, dove colleziona 20 presenze e 3 gol nel torneo 2001-2002.
In seguito all'infortunio di Alejandro Damián Domínguez, Bueno viene quindi selezionato da José Pekerman, allenatore della Nazionale argentina under-20, per partecipare ai Mondiali di categoria del 2001 poi vinti dalla stessa Argentina.
Nel 2002 si trasferisce al Quilmes (seconda divisione) prima di approdare all'Unión de Santa Fè.
Nel 2004 inizia per Bueno l'avventura straniera, dapprima in Cile al Club de Deportes La Serena, poi in Brasile nelle file dell'Inter Limeira, per arrivare nel 2006 in Italia al Catanzaro dove nella prima stagione realizza 16 gol in 21 partite guadagnandosi il soprannome di Killer.

Dal 2008 gioca nel Benevento
Il 29 agosto 2011 passa al Perugia firmando un contratto per un anno.

## Palmarès

### Club

#### Competizioni nazionali
- Lega Pro Seconda Divisione: 1

Perugia: 2011-2012
- Supercoppa di Lega di Seconda Divisione: 1

Perugia: 2012

### Nazionale
- Campionato mondiale Under-20: 1

Argentina 2001